# Festival Internacional de Cine de Venecia de 1948
La 9.ª Mostra de Venecia se celebró del 19 de agosto al 4 de septiembre de 1948.

## Jurado
Internacional
- Luigi Chiarini[2]
- Mario Gromo
- Guido Aristarco
- Alberto Consiglio
- Arturo Lanocita
- Vinicio Marinucci
- Mario Melloni
- Giorgio Prosperi
- Andrew Félix Morlión

Giuria della Sezioni Speciali
- Gaetano Carancini (Presidente)
- Ermanno Contini
- Piero Portalupi
- Bruno Saetti
- Agostino Zanon Dal Bo

## Películas

### Sección oficial
Las películas siguientes se presentaron en la sección oficial:
| Título en español                             | Título original                  | Director(es)                        | País           |
| --------------------------------------------- | -------------------------------- | ----------------------------------- | -------------- |
| Años difíciles                                | Anni difficili                   | Luigi Zampa                         | Italia         |
| Bajo el sol de Roma                           | Sotto il sole di Roma            | Renato Castellani                   | Italia         |
| Combourg, visage de pierre                    | Combourg, visage de pierre       | Jacques de Casembroot               | Francia        |
| Das andere Leben                              | Das andere Leben                 | Rudolf Steinboeck                   | Austria        |
| Dedee                                         | Dédée d'Anvers                   | Yves Allégret                       | Francia        |
| Dios se lo pague                              | Dios se lo pague                 | Luis César Amadori                  | Argentina      |
| Doble vida                                    | A Double Life                    | George Cukor                        | EE. UU.        |
| Duelo al sol                                  | Duel in the Sun                  | King Vidor                          | EE. UU.        |
| Ehe im Schatten                               | Ehe im Schatten                  | Kurt Maetzig                        | RDA            |
| El águila de dos cabezas                      | L'Aigle à deux têtes             | Jean Cocteau                        | Francia        |
| El año checo                                  | Spalicek                         | Jirí Trnka                          | Checoslovaquia |
| El ídolo caído                                | The Fallen Idol                  | Carol Reed                          | Gran Bretaña   |
| El proceso                                    | Der Prozeß                       | Georg Wilhelm Pabst                 | Austria        |
| El reloj asesino                              | The Big Clock                    | John Farrow                         | EE. UU.        |
| Finale                                        | Finale                           | Ulrich Erfurth                      | RFA            |
| Fuego de juventud                             | National Velvet                  | Clarence Brown                      | EE. UU.        |
| Fuga en Francia                               | Fuga in Francia                  | Mario Soldati                       | Italia         |
| Hamlet                                        | Hamlet                           | Laurence Olivier                    | Gran Bretaña   |
| L'amore                                       | L'amore                          | Roberto Rossellini                  | Italia         |
| La barrera invisible                          | Gentleman's Agreement            | Elia Kazan                          | EE. UU.        |
| El fugitivo                                   | The fugitive                     | John Ford                           | EE. UU.        |
| La mujer sin rostro                           | Kvinna utan ansikte              | Gustaf Molander                     | Suecia         |
| El tesoro de Sierra Madre                     | The Treasure of the Sierra Madre | John Huston                         | EE. UU.        |
| La tierra tiembla                             | La terra trema                   | Luchino Visconti                    | Italia         |
| Las zapatillas rojas                          | The Red Shoes                    | Michael Powell y Emeric Pressburger | Reino Unido    |
| Los estigmatizados                            | Die Gezeichneten                 | Carl Theodor Dreyer                 | Suiza          |
| Les noces de sable                            | Les noces de sable               | André Zwoboda                       | Marruecos      |
| Louisiana Story                               | Louisiana Story                  | Robert J. Flaherty                  | EE. UU.        |
| Maclovia                                      | Maclovia                         | Emilio Fernández                    | México         |
| Morituri                                      | Morituri                         | Eugen York                          | RFA            |
| Música en la oscuridad                        | Musik i mörker                   | Ingmar Bergman                      | Suecia         |
| Nocturno de amor                              | Nocturno de amor                 | Emilio Gómez Muriel                 | México         |
| Oliver Twist                                  | Oliver Twist                     | David Lean                          | Gran Bretaña   |
| Operation Swallow: The Battle for Heavy Water | Kampen om tungtvannet            | Jean Dréville, Titus Vibe-Müller    | Noruega        |
| Passeurs d'or                                 | Passeurs d'or                    | E.G. de Meyst                       | Bélgica        |
| Paysans noirs                                 | Paysans noirs                    | Georges Régnier                     | Francia        |
| Pleito de honor                               | The Winslow Boy                  | Anthony Asquith                     | Gran Bretaña   |
| Sin piedad                                    | Senza pietà                      | Alberto Lattuada                    | Italia         |
| Sucedió en primavera                          | Spring in Park Lane              | Herbert Wilcox                      | Gran Bretaña   |
| The Angel with the Trumpet                    | Der Engel mit der Posaune        | Karl Hartl                          | Austria        |
| Tintín: El Cangrejo de las Pinzas de Oro      | Tintin: Le crabe aux pinces d'or | Claude Misonne                      | Bélgica        |
| Zuiderzee                                     | Zuiderzee                        | Joris Ivens                         | Países Bajos   |

### Fuera de concurso
| Título en español        | Título original          | Director(es)          | País         |
| ------------------------ | ------------------------ | --------------------- | ------------ |
| Fantasmi del mare        | Fantasmi del mare        | Francesco De Robertis | Italia       |
| Macbeth                  | Macbeth                  | Orson Welles          | Gran Bretaña |
| La última etapa          | Ostatni etap             | Wanda Jakubowska      | Polonia      |
| Strange Victory          | Strange Victory          | Leo Hurwitz           | EE. UU.      |
| To the Ends of the Earth | To the Ends of the Earth | Robert Stevenson      | EE.UU        |

## Premios[4]
- Gran Premio Internacional de Venecia: Hamlet de Laurence Olivier
- Mejor film italiano: Bajo el sol de Roma de Renato Castellani
- León de Plata a la mejor dirección: Georg Wilhelm Pabst por El proceso
- Copa Volpi al mejor actor: Ernst Deutsch por El proceso
- Copa Volpi a la mejor actriz: Jean Simmons por Hamlet
- Premio Osella
  - Mejor banda sonora - Max Steiner por El tesoro de Sierra Madre
  - Mejor fotografía - Desmond Dickinson por Hamlet
  - Mejor guion - Graham Greene por El ídolo caído
  - Contribución técnica- John Bryan por Oliver Twist
- Premio Internacional
  - Louisiana Story de Robert J. Flaherty
  - El fugitivo de John Ford
  - La tierra tiembla de Luchino Visconti
- Copa ANICA:  Bajo el sol de Roma de Renato Castellani
- Copa Cinecittà:Duelo al sol de King Vidor
- Copa ENIC: Años difíciles de Luigi Zampa